# Савоја-Маркети SM.79
Савоја Маркети СМ.79 Мали јастреб (итал. Savoia-Marchetti S.M.79 Sparviero) је најважнији и вероватно најбољи италијански средњи бомбардер у Другом светском рату, стекао је репутацију која га је издвајала од остатка италијанских оружаних снага. Иако је првобитно конструисан као торпедни бомбардер СМ.79 је најчешће коришћен за класичне бомбардерске задатке. У својој основној улози овај авион је спадао у сам светски врх торпедних бомбардера који су се у то време налазили у употреби у ваздухопловствима широм света.

## Опис
СМ.79 је имао карактеристичну грбу иза пилотске кабине у којој је био смештен фиксни тешки митраљез усмерен унапред као и леђни стрелац са покретним митраљезом. Због свог специфичног изгледа авион је добио надимак „Проклети грбавац” (итал. Gobbo Maledetto). Упркос свом незграпном изгледу и застарелој конструкцији од челичних цеви и платна СМ.79 је био робустан и поуздан више-наменски средњи бомбардер чији је учинак током Другог светског рата био веома значајан.
Посаду овог авиона чинило је пет чланова. Пилот и копилот који су били смештени у пилотској кабини. У кабини иза пилота налазили су се радио-оператер и ваздухопловни инжењер који су на смену руковали митраљезима на леђној и бочној позицији. Бомбардер се налазио у посебној избочини на трбуху авиона која се налазила непосредно иза врата бомбалука. Њему су на располагању поред нишанске справе и летачких инструмената били и управљачке команде кормилом правца као и аутоматска камера за фотографисање резултата бомбардовања.

## Историја

### Развој
Пројект овог авиона је водио Alessandro Marchetti (Алесандро Марчети). Први прототип овог авиона полетео је крајем 1934. године. Радило се о брзом тромоторном путничком авиону који је побеђивао на многим ваздухопловним тркама које су се одржавале широм света и који је поставио нове брзинске и друге рекорде. Његова конструкција од челичних цеви, шперплоче и платна представљала је заштитни знак компаније која га је произвела. Овакав избор материјала, који се у ери пројектовања авиона са потпуно металном конструкцијом сматрао застарелим, омогућавао је масовну производњу у условима несташице основних сировина изазване ратним стањем. У поређењу са другим моделима овај авион је имао веома оптерећено крило због чега су му биле неопходне дуге писте за полетање.
Први прототип СМ.79 је полетео 2. септембра 1935. године. Његову погонску групу чинила су три мотора Алфа Ромео 125 РЦ.34 од по 750 КС зато што је италијанско краљевско ратно ваздухопловство (итал. Regia Aeronautica) дало предност тромоторној у односу на двомоторну варијанту. Током девет година произведено је око 1.300 комада. Авион је могао да понесе 1.250 kg бомби у трупу али је касније носивост повећана додавањем спољних носача за две тешке бомбе или за два торпеда као што је то био случај код модела СМ.79-II и СМ.79-III.
Октобра 1939. године. Италијанско ратно ваздухопловство је добило нову верзију овог бомбардера са ознаком СМ.79-II који су били опремљени јачим моторима Пјађо или Фијат од по 1.000 КС и која је постепено увођења у наоружање њених бомбардерских ескадрила. Ова верзија је са укупно 1.200 произведених комада била најбројнија која се налазила у оперативној употреби. Поједини примерци ове верзије били су наоружани фиксним топом калибра 20 mm у грби изнад пилота док је позиција леђног стрелца била укинута.

### У наоружању италијанског ваздухопловства
Развијен из цивилног путничког авиона, први СМ.79 је ушао у наоружање Италијанског ратног ваздухопловства пред крај 1936. године тачно на време да у склопу тзв. италијанске Легионарске авијације учествује у Шпанском грађанском рату који је трајао од 1936. до 1939. године. Током овог сукоба СМ.79-I се показао као одличан бомбардер што је довело до знатног броја наруџбина из иностранства.
Када је Италија, 1940. године ступила у Други светски рат, њено ратно ваздухопловство било је наоружано са преко 1.000 бомбардера од којих је већину (око 600) чинио СМ.79. Ови авиони оперисали су углавном у области Средоземља и северној Африци. Њихова двојна улога, као бомбардера и као торпедног авиона омогућила им је да успешно дејствују по савезничким конвојима у Средоземљу, али и по фиксним циљевима као што су луке, градови и утврђени положаји.
У лето 1942. године савезнички покушаји да смање притисак на Малту кулминирао је Операцијом Пиједестал, када је 14 трговачких бродова испловило из Гибралтара и запутило се под снажном пратњом Британске краљевске ратне морнарице у правцу острва носећи неопходне залихе и борбену технику. Међу авионима силе Осовине који су напали овај конвој налазило се и 79 авиона СМ.79 од којих су неки у претходним нападима већ били погодили британски бојни брод ХМС Малаја и носач авиона ХМС Аргус. Конвој је упркос жестоким ваздушним нападима успео да се пробије до Малте али је цена била превелика. Британци су изгубили један носач авиона, две крстарице, разарач и девет трговачких бродова од којих су многи погођени управо торпедима које су лансирали бомбардери СМ.79.
Снажнији модел СМ.79-II учествовао је у борбама у Северној Африци, на Балкану и у Медитерану као бомбардер и као торпедни авион распоређен у посебне торпедне јединице које су усавршиле тактику коришћења овог релативно великог авиона за нападе торпедима на савезничке конвоје. Иако је Италија капитулирала 8. септембра 1943. године производња бомбардера СМ.79 је настављена у новоформираној фашистичкој Републици Сало, сателитској држави која је после капитулације Италије формирана на северу Апенинског полуострва. До краја рата произведена је и побољшана верзија овог торпедног бомбардера под ознаком СМ.79-III.

### У наоружању југословенског ваздухопловства
Краљевина Југославија је током јесени 1939. године купила од Италије 45 бомбардера СМ-79К. Ова верзија је у ствари била идентична са верзијом СМ.79 I али је имала другачију ознаку зато што је била намењена за извоз. Њима су, пред избијање Априлског рата били опремљени, Седми бомбардерски пук (66. и 67. бомбардерска група) из састава Четврте ваздухопловне бомбардерске бригаде и 81. самостална бомбардерска група, свака са по 15 авиона. Међутим, најмање три авиона је изгубљено у удесима пре почетка рата.
Седми бомбардерски пут, који је био сачињен од 66. бомбардерске групе, стациониране на аеродрому Прељина код Чачка и 67. бомбардерске групе, стациониране на аеродрому Добрић код Пожеге, био је наоружан са укупно 26 бомбардра Савоја Маркети СМ.79К.
Током 6, 7. и 8. априла, почетком немачке инвазије на Југославију, бомбардери 66. бомбардерске групе успешно су напали више непријатељских циљева. У северној Албанији бомбардовани су италијански војни аеродроми у околини Скадра, као и мостови на Дриму и Бојани, у склопу подршке офанзиви југословенске Треће армије. Такође су нападнуте и немачке оклопне колоне у рејону Криве Паланке, Страцина и у Качаничкој клисури. На бомбардеру СМ.79К, за време Априлског рата летео је једини командант ваздухопловне бригаде који је учествовао у ратним дејствима. У питању је командант Четврте ваздухопловне бомбардерске бригаде, пуковник Петар Вукчевић, који је предводио 66. бомбардерску групу у нападима на непријатељске циљеве.
67. бомбардерска група је због издајства била онемогућена да дејствује против непријатељских циљева. Њено људство је током Априлског рата покушало да прелети са 5 авиона у СССР, али су само 3 авиона стигла на свој циљ.
81. самостална бомбардерска група, која је била стационирана на аеродрому Оријеш код Благаја, била је наоружана са 14 бомбардера СМ.79К. Ова бомбардерска група је по избијању рата бомбардовала Задар, Драч и комуникацију Скадар-Подгорица. После усташке побуне од 10. априла 1941. године група се распала.
Преостали бомбардери Седмог бомбардерског пука и 81. самосталне бомбардерске групе су после више прелета на друге аеродроме завршили на аеродрому у Никшићу одакле су учествовали у евакуацији краља Петра II Карађорђевића и других високих државних званичника у Грчку. У једном тренутку се на грчком аеродрому Парамитја налазило чак 44 авиона ЈКРВ, али је већина уништена у немачком нападу. Међу авионима који нису оштећени у нападу налазило се 3-4 бомбардера Савоја-Маркети који су касније прелетели на Блиски исток где су укључени у састав британског РАФ.
Након капитулације Краљевине Југославије Немци су на Мостарском аеродрому затекли један бомбардер СМ.79К у летном стању, који је предат на употребу тек формираном ратном ваздухопловству НДХ.

## Извоз СМ.79
СМ.79 налазио се у наоружању ратних ваздухопловстава Бразила, Ирака, Краљевине Југославије, Румуније и Шпаније. СМ.79 у саставу Румунског ратног вазухопловства учествовали су у ратним операцијама на Источном фронту од 1941. па све до 1944. године што је невероватан успех за авион који је дизајниран почетком тридесетих година 20. века. Иако је у основи био тромоторни бомбардер поједине верзије овог авиона биле су произведене у двомоторној варијанти и тада су биле опремљене различитим типовима мотора од којих је најчешће коришћен немачки мотор Јункерс Јумо 211 Д, снаге 1.220 КС. Без обзира на број мотора овај авион је био омиљен међу летачима због својих одличних летних карактеристика и способности да издржи знатна оштећења. О његовој издржљивости сведочи и податак да је током Шпанског грађанског рата само 5 авиона оборено у ваздуху док су 4 уништена на земљи. После капитулације Италије у септембру 1943. године. СМ.79 нашао се у употреби у ратним ваздухопловствима обе сукобљене стране. Користили су га не само италијански фашисти, који су се још увек борили уз Немце, већ и новоформирано Италијанско ратно ваздухопловство које се борило уз Западне савезнике.
Преостали примерци СМ.79 су после рата претворени у путничке и транспортне авионе и у овој улози су се одржали све до 1952. год.

## Варијанте
- Савоја-Маркети СМ.79
- Савоја-Маркети СМ.79-I — први модел у производњи
- Савоја-Маркети СМ.79-II — торпедо-бомбардер, три Пијађо П.XI мотора
- Савоја-Маркети СМ.79Б — двомоторна верзија за извоз
- Савоја-Маркети СМ.79ЈР — верзија за Румунију, два Јункерс Јумо 211Да мотора
- Савоја-Маркети СМ.79-III — унапређени модел торпедо-бомбардера
- Савоја-Маркети СМ.79Ц — ВИП транспортна верзија
- Савоја-Маркети СМ.79K — верзија за Југославију
- Савоја-Маркети СМ.79T — далекометна ВИП транспортна верзија

## Корисници
| - Белгија - Бразил - Независна Држава Хрватска - Шпанија - Краљевина Италија - Ирак | - Уједињено Краљевство - Краљевина Румунија - Краљевина Југославија - Либан - Трећи рајх - Совјетски Савез |